# Космос-3
Космос-3 је један од преко 2400 совјетских вјештачких сателита лансираних у оквиру програма Космос.
Космос-3 је лансиран са космодрома Капустин Јар, СССР, 24. априла 1962. Ракета-носач Р-12 Двина (8К63, НАТО ознака SS-4 Sandal) са додатим степеном је поставила сателит у орбиту око планете Земље. Маса сателита при лансирању је износила 330 килограма. Космос-3 је био сателит намијењен за истраживање космоса, Земље, и горњих слојева атмосфере.